# 田井啓吾
田井啓吾（たい けいご、1912年 - 1947年3月16日）は、日本の歴史家。

## 経歴
1912年奈良県に生まれる。兵庫県立第一神戸中学校から第三高等学校文科に進む。その後、1930年に京都帝国大学文学部史学科に進み、日本中世史を専攻する。卒業論文「王朝時代に於ける荘園の発展過程」をまとめ、1933年に卒業。治安維持法違反容疑で検挙され、釈放後に「封建社会ノ研究」のため京都帝国大学大学院に進学する。
1941年から京都府社寺課に嘱託として勤務し、赤松俊秀のもとで京都府内の寺社の宝物の調査に従事する。戦時中に病気になり、出雲町へ移り、療養のため入院していたが、その間にも、歴史学研究会の京都支部を発足させようと西岡虎之助に相談するなどしたことが、日本史研究会の設立につながり、創立委員の一人となった。

## 著作目録
- 中村直勝; 田井啓吾『郷社 宝来山神社の御由緒に就いて』1934年10月。[18]
- 田井啓吾 著「圓福寺」、中村直勝 編『八幡史蹟』京滋探遊会、1936年、104-109頁。NCID BN10177329。
- 田井啓吾 著「洞ヶ峠と筒井順慶」、中村直勝 編『八幡史蹟』京滋探遊会、1936年、110-119頁。NCID BN10177329。（のち、文章を一部改めて、田井啓吾「洞ヶ峠と筒井順慶」『上方』第93号、上方郷土研究会、1938年、29-31頁、NCID AN00045163。）
- 田井啓吾「田堵に就いて」『歴史学研究』第7巻第5号、歴史学研究会、1937年、29-42頁。
- 田井啓吾「莊園發達過程の一考察」『史林』第22巻第4号、史学研究会、1937年、64-77頁、NAID 120006815772。
- 田井啓吾「紹介　国民精神文化文献 十三 立入宗継文書、川端道喜文書　国民精神文化研究所編」『史林』第22巻第3号、史学研究会、1937年、187-188頁、doi:10.14989/shirin_22_623。
- 田井啓吾「紹介　高野山領荘園の研究　江頭恒治著」『史林』第24巻第1号、史学研究会、1939年、202-203頁、NAID 120006815887。
- 田井啓吾「紹介　日向古文書集成　宮崎県編」『史林』第24巻第4号、史学研究会、1939年、185-186頁、NAID 120006815958。
- 田井啓吾「紹介　荘園の研究　中村直勝著」『史林』第25巻第1号、史学研究会、1940年、134-135頁、NAID 120006815989。
- 田井啓吾「神護寺文書に就いて」『史林』第25巻第1号、史学研究会、1940年、90-99頁、NAID 120006815976。
- 田井啓吾「紙背文書に就いて」『茶道月報』第402号、茶道月報社、1944年、1-6頁。NCID AN00372046（のち、田井啓吾「紙背文書に就いて」『日本史研究』第6号、日本史研究会、1947年、55-58頁。）

## 史料集
- 中村直勝 編『多賀神社文書』多賀神社社務所、1940年。 NCID BN05900729。
- 中村直勝 編『多賀神社文書 解説』多賀神社社務所、1940年。 NCID BN05900729。
- 田井啓吾（編）「神護寺文書（一）」『史林』第25巻第1号、史学研究会、1940年、100-117頁、doi:10.14989/shirin_25_100。
- 田井啓吾（編）「神護寺文書（二）」『史林』第25巻第2号、史学研究会、1940年、110-125頁、doi:10.14989/shirin_25_266。
- 田井啓吾（編）「神護寺文書（三）」『史林』第25巻第3号、史学研究会、1940年、117-132頁、doi:10.14989/shirin_25_423。
- 田井啓吾（編）「神護寺文書（四）」『史林』第25巻第4号、史学研究会、1940年、136-143頁、doi:10.14989/shirin_25_600。
- 田井啓吾（編）「神護寺文書（五）」『史林』第26巻第1号、史学研究会、1941年、145-160頁、doi:10.14989/shirin_26_145。
- 田井啓吾（編）「神護寺文書（六）」『史林』第26巻第2号、史学研究会、1941年、142-151頁、doi:10.14989/shirin_26_334。
- 田井啓吾（編）「神護寺文書（七）」『史林』第26巻第3号、史学研究会、1941年、110-126頁、doi:10.14989/shirin_26_488。